# Leinach
Leinach – miejscowość i gmina w Niemczech, w kraju związkowym Bawaria, w rejencji Dolna Frankonia, w regionie Würzburg, w powiecie Würzburg. Leży około 12 km na północny zachód od Würzburga, przy linii kolejowej Frankfurt nad Menem/Fulda - Würzburg - Monachium.

## Dzielnice
W skład gminy wchodzą dwie dzielnice: 
- Oberleinach
- Unterleinach

## Demografia
| Rok  | Liczba mieszk. |
| ---- | -------------- |
| 1970 | 2 030          |
| 1987 | 2 568          |
| 2000 | 3 243          |

## Oświata
(na 1999)

W gminie znajduje się 150 miejsc przedszkolnych (z 131 dziećmi) oraz szkoła podstawowa (9 nauczycieli, 177 uczniów).